# Fleuri Palerne de Savy

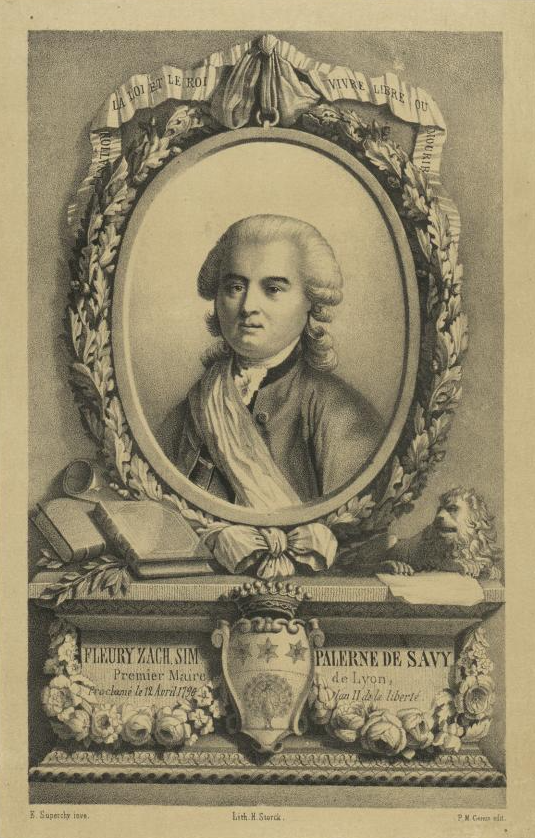
Burgemeester Palerne de Savy

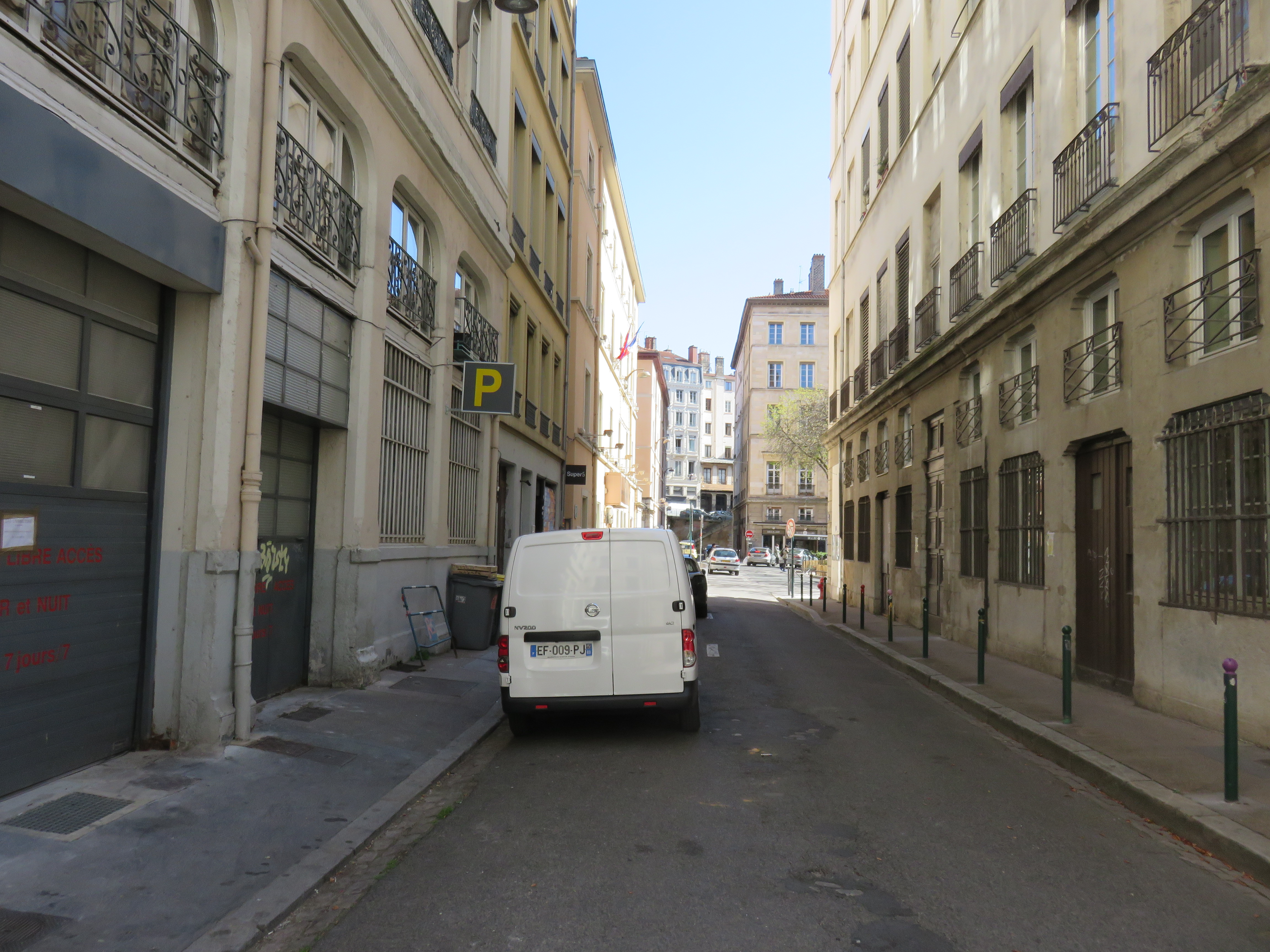
Rue de Savy in Lyon (Frankrijk)

Fleuri-Zacharie-Simon Palerne de Savy (Lyon, 5 december 1733 – Millery, 2 mei 1798) was een jurist tijdens het ancien régime in Frankrijk. Hij was de eerste verkozen burgemeester van Lyon (1790) na de Franse Revolutie.

## Levensloop
Palerne de Savy was een zoon van Vincent Palerne de Chaintre en Catherine Clapeyron. Zijn vader werkte als schatbewaarder voor de schatkist van het koninkrijk Frankrijk in Lyon. Zelf was Palerne de Savy advocaat-generaal (1756-1771) bij het Munthof van Lyon en nadien bij de Raad van geestelijkheid van Lyon (1779-1789). Tevens was hij lid van de Académie des Sciences, Belles-Lettres et Arts van Lyon, waarvan hij kort ook directeur was.
Na de Franse Revolutie won Palerne de Savy, in april 1790, de eerste lokale verkiezingen. Hij was de eerste verkozen burgemeester van de stad (april 1790-december 1790). In deze ambtsperiode vaardigde hij een waarschuwing uit dat zijdehandelaars de lonen van de arbeiders correct zouden uitbetalen, wetende dat dit de handel zou kunnen schaden. Op het einde van het jaar 1790 volgde Louis Vitet hem op als burgemeester. Nadien nam Palerne de Savy geen politiek ambt meer op. 
Palerne de Savy overleed op 2 mei 1798 in Millery.
In het 1e arrondissement van Lyon is een straat naar hem genoemd: de rue de Savy.